# François Altwies
François Altwies   (Remich, 11 de desembre de 1869 - Ciutat de Luxemburg, 5 de juliol de 1936) fou un jurista i polític luxemburguès. Va entrar a la Cambra de Diputats de Luxemburg, de la qual va ser president, de 1917 a 1925.
Altwies era advocat de professió, i va ser nomenat notari a Junglinster en 1897, abans de la creació d'aquesta oficina a la Ciutat de Luxemburg a partir de 1922. Va ser elegit per primera vegada a la Cambra de Diputats el 1911, per la representació del cantó de Grevenmacher. Altwies com a conservador es va unir al Partit de la Dreta (PD) després de la seva formació el 1914. Va ser reelegit el 1915 i 1918.
Membre eloqüent i prominent, Altwies es va convertir, juntament amb Emile Prüm, Joseph Bech i Auguste Thorn, en una de les principals armes del Partit de la Dreta dins la Cambra. Va ser vicepresident de la Cambra el 28 de juny 1917, quan Léon Kauffman, es va convertir en primer ministre. Solament quatre mesos més tard, va ser elevat a President, càrrec que va ocupar fins a 1925, quan el Partit de la Dreta va perdre la seva majoria absoluta en la Cambra.
Va exercir un paper clau en sufocar la revolució comunista, intent liderat per Émile Servais el gener de 1919, instant als soldats francesos per intervenir en la crisi. Va ser nomenat Conseller d'Estat el 1933. Va morir el 5 de juliol de 1936 a la ciutat de Luxemburg.
Es va casar amb Elise Wurth el 21 de maig de 1901. Van viure a la casa senyorial de la ciutat de Luxemburg en el prestigiós Boulevard Royal.

## Condecoracions
Altwies va ser guardonat amb les següents condecoracions nacionals:
- Orde de la Corona de Bèlgica (Gran Creu)
- Legió d'Honor (Comandant)
- Orde de la Corona d'Itàlia (Gran Creu)
- Orde d'Adolf de Nassau (Gran Oficial)
- Orde de la Corona de Roure (Gran Oficial)